# Tadeusz Ulatowski
Tadeusz Ulatowski, né le 28 mars 1923 à Łódź, en Pologne et mort le 29 janvier 2012, à Varsovie, en Pologne, est un ancien joueur et entraîneur polonais de basket-ball.